# HD 99109
HD 99109は、しし座の方角に約180光年の距離にある、黄色い主系列星である。周囲には、1つの太陽系外惑星が発見されている。

## 特徴
| 太陽 | HD 99109  |
| ---- | --------- |
| 太陽 | Exoplanet |

HD 99109は、質量が太陽の8割程度で、半径も太陽より若干小さく、光度は太陽の7割程度と推定される。水素を基準とした鉄の存在量は太陽と比較して2倍以上と、金属量が豊富な恒星である。

## 惑星系
2006年、W・M・ケック天文台における高精度の視線速度法による観測で、HD 99109の周りに1つの惑星が公転していることが発見された。この惑星HD 99109 bは、下限質量が木星の半分程度あり、地球の公転軌道よりはやや大きい軌道を、440日周期で公転している。HD 99109の惑星系の力学的な安定性を分析したところ、トロヤ惑星が安定して存在できる領域が広く存在することがわかったが、HD 99109の場合、そこに居住可能惑星が存在するには年齢が古過ぎるとみられる。
| 名称 （恒星に近い順） | 質量      | 軌道長半径 （天文単位） | 公転周期 (日) | 軌道離心率  | 軌道傾斜角 | 半径 |
| --------------------- | --------- | ----------------------- | ------------- | ----------- | ---------- | ---- |
| b (Perwana)           | > 0.44 MJ | 1.11 ± 0.02             | 439.3 ± 6.0   | 0.09 ± 0.12 | —          | —    |

## 名称
2019年、世界中の全ての国または地域に1つの系外惑星系を命名する機会を提供する「IAU100 Name ExoWorldsプロジェクト」において、HD 99109とHD 99109 bはパキスタン・イスラム共和国に割り当てられる系外惑星系となった。このプロジェクトは、「国際天文学連合100周年事業」の一環として計画されたイベントの1つで、パキスタン国内での選考、国際天文学連合 (IAU) への提案を経て、太陽系外惑星とその母星に固有名が承認されるものであった。2019年12月17日、IAUから最終結果が公表され、HD 99109はShama、HD 99109 bはPerwanaと命名された。Shamaは、パキスタンの国語であるウルドゥー語で「小さな明かり（炎）」を意味する言葉で、星の光を象徴する。Perwanaは、同じくウルドゥー語で「ガ」を意味する言葉で、明かりの周りを飛び回るものの永遠の愛を暗示する。